# 83년

## 연호
- 후한(後漢) 건초(建初) 8년

## 기년
- 후한(後漢) 장제(章帝) 8년
- 신라(新羅) 파사 이사금(婆娑泥師今) 4년
- 고구려(高句麗) 태조대왕(太祖大王) 31년
- 백제(百濟) 기루왕(己婁王) 7년

## 사건
- 일자 불명 - 로마 제국의 브리타니아 정복: 오늘날 스코틀랜드 동북부 지역에서 몬스 그라우피우스 전투가 벌어졌다.